# رپیدز (نیویورک)
رپیدز (به انگلیسی: Rapids) یک منطقهٔ مسکونی در ایالات متحده آمریکا است که در شهرستان نیاگارا، نیویورک واقع شده‌است. رپیدز ۹٫۵ کیلومتر مربع مساحت و ۱٬۶۳۶ نفر جمعیت دارد و ۱۸۰ متر بالاتر از سطح دریا واقع شده‌است.